# واين برادي
واين ألفونسو برادي (بالإنجليزية: Wayne Brady)‏ (ولد في 2 يونيو 1972 في كولومبوس (جورجيا)، الولايات المتحدة) هو ممثل، ومغن، ومذيع أمريكي.

## وصلات خارجية
- واين برادي على موقع IMDb (الإنجليزية)
- واين برادي على موقع ألو سيني (الفرنسية)
- واين برادي على موقع ميوزك برينز (الإنجليزية)
- واين برادي على موقع أول موفي (الإنجليزية)
- واين برادي على موقع قاعدة بيانات برودواي على الإنترنت (الإنجليزية)
- واين برادي على موقع إن إن دي بي (الإنجليزية)
- واين برادي على موقع ديسكوغز (الإنجليزية)
- واين برادي على موقع قاعدة بيانات الفيلم (الإنجليزية)
- واين برادي على موقع كينوبويسك (الروسية)

- الموقع الرسمي
- واين برادي في قاعدة بيانات الأفلام على الإنترنت
- واين برادي في أول موفي